# Patnos (district)
Patnos is een Turks district in de provincie Ağrı en telt 120.480 inwoners (2007). Het district heeft een oppervlakte van 1455,7 km². Hoofdplaats is Patnos.
De bevolkingsontwikkeling van het district is weergegeven in onderstaande tabel.
| 1997    | 2000    | 2007    |
| ------- | ------- | ------- |
| 121.104 | 135.100 | 120.480 |